# Мотуз, Иван Фомич
Иван Фомич Мотуз (15 мая 1918 года, с. Перещепино Екатеринославской губернии — 28 апреля 1979 года, Москва СССР) — советский лётчик-истребитель, участник Великой Отечественной войны, Герой Советского Союза (указ от 24 августа 1943 года).

## Биография
После окончания школы устроился на вагоностроительный завод «Светофор», одновременно учился в Днепропетровском аэроклубе. В 1940 году окончил Качинскую военную авиационную школу. Воевал в составе 744-го истребительного полка (86-м гвардейском истребительном полку). Выполнил около 450 боевых вылетов, участвовал в 89 воздушных боях, в которых сбил 7 самолётов противника лично и 12 в группе. В 1943 году был тяжело ранен. В том же году указом Президиума Верховного Совета СССР ему было присвоено высокое звание Герой Советского Союза.
После выздоровления служил в Главном штабе ВВС РККА.

## Из личных воспоминаний Мотуза И.Ф
Один из боев, проведённый мной на участке Северо-Западного фронта в районе города Старая Русса. 13 августа 1942 г. к исходу дня напряжённость боевой работы достигла максимума. В течение дня наши самолёты производили по нескольку боевых вылетов. В 20.00 очередная группа вылетела на задание, но спустя 15 минут после вылета группы командование получило сообщение о том, что наша группа ведёт неравный бой и просит о помощи. Я со своим ведомым получил разрешение помочь товарищам. На взлете, мой ведомый доложил мне, что материальная часть неисправна, полёт продолжать невозможно. Я приказал ведомому произвести посадку, а сам полетел на помощь товарищам. Став на боевой курс, я получил по радио сообщение, что к нашему аэродрому идёт 4 Ме-109, по-видимому, имеющие задачей нанести удар по нашим истребителям, возвращающимся с боевого задания. До встречи с противником я сумел набрать высоту 2000 метров и прямо перед собой, на этой же высоте заметил шесть Ме-109.Я их атаковал на встречных курсах. Я заметил, что неожиданная атака вызвала у противника растерянность, но потом немцы поняли, что я один, и всей четвёркой на мой одиночный самолёт., Не теряя времени я вступил в бой на виражах, продолжая наступательную тактику. В первые секунды боя, используя беспорядочный строй противника и хорошее качество самолёта Як-7б на виражах, зашёл одному Ме-109 в хвост и с первой очереди зажег его. Увлекшись удачей, я просмотрел, как один из Ме-109 атаковал меня. Я получил ранение в правую руку и ногу. Резко переведя самолёт в набор высоты, я вышел из-под атаки, тем самым исправив свою ошибку. Не обращая внимания на ранение, я перевёл свой самолёт в атаку. Я резко бросил свой самолёт в вираж, используя превосходящие качества Як-7б над Ме-109. Пара самолётов противника отошла немного в сторону, и набрав высоту, приняла на себя роль сковывающих самолётов. Когда мне удавалось занять выгодное положение для атаки, верхняя пара Ме-109 сразу же приходила на выручку третьему. Я вынужден был прекращать атаку и уклоняться от огня пары Ме-109. Но вдруг Атаки немцев начали принимать яростный характер. Воспользовавшись беспорядочным строем противника в один из моментов, я поймал Ме-109 в прицел. Пушечная очередь, и второй Ме-109 был уничтожен. Оставшаяся пара самолётов противника после потери второго самолёта прекратила атаки. Не упуская из виду пару Ме-109, я взял курс на свой аэродром. Немцы перешли в пикирование, решив атаковать мой самолёт снизу.я стал в вираж. Немцы, оказавшиеся снизу в очень невыгодном для них положении, задуманной ими атаки не произвели, а развернувшись ушли на свою территорию. Так закончился мой бой с 4 Ме-109.

(Статья взята из книги «Сто сталинских соколов» Москва 2009г).

## Награды
- Медаль «Золотая Звезда»;
- орден Ленина;
- три ордена Красного Знамени;
- два ордена Красной Звезды;
- медали, в том числе:
  - Медаль За боевые заслуги;
  - Медаль За оборону Ленинграда;
  - Медаль За оборону Москвы;
  - медаль За победу над Германией в Великой Отечественной войне 1941—1945 гг..